# En-stats-løsning
Én-stats-løsningen – undertiden også benævnt en binational stat – er en foreslået løsningsmodel til den israelsk-palæstinensiske konflikt, som er centeret om forstilingen om, at der etableres én stat mellem Jordanfloden og Middelhavet. Fortalere for denne løsningsmodel går således ind for én enkelt stat i det landområde, som i dag inkludere Israel, Vestbredden og Gazastriben. Begrebet én-stats-virkelighed beskriver troen på, at den nuværende situation i Israel/Palæstina de facto er én-stat.
Forskellige modeller er blevet foreslået til implementering af en-stats-løsningen. En sådan model er enhedsstaten, som ville omfatte en enkelt regering på hele territoriet med statsborgerskab og lige rettigheder for alle indbyggere – uagtet deres etnicitet eller religiøse tilhørsforhold. En sådan model svarer til det tidligere mandatområde i Palæstina. Nogle israelere går ind for en version af denne model, hvor Israel vil annektere Vestbredden – men ikke Gazastriben – og forblive en jødisk og demokratisk stat med et større arabisk mindretal. En anden model opfordrer Israel til at annektere Vestbredden og skabe en autonom region for palæstinenserne der. En tredje version ville involvere at skabe en føderal stat med én central regering og føderative distrikter, hvoraf nogle af disse distrikter ville være jødiske og andre palæstinensiske. En fjerde model involverer en israelsk-palæstinensisk konføderation – en de facto to-stats-løsning – hvor begge uafhængige stater deler magt i nogle områder, og israelere og palæstinensere har opholdstilladelse i hinandens stat.
Selvom en-stats-løsningen i stigende grad diskuteres i akademiske kredse, er denne løsningsmodel udeblevet fra de officielle forhandlinger og bestræbelser på at løse konflikten. To-stats-løsningen har således domineret og overskygget de officielle bestræbelser på at løse konflikten. I henhold til en undersøgelse fra 2017 ligger støtten til en én-stats-løsning på 36% blandt palæstinensere, 19% blandt israelske jøder og 56 % blandt israelske arabere. Interessen for en én-stats-løsning er dog stigende, da bestræbelserne i forhold til to-stats-tilgangen ikke har udmundet i en endelig aftale.

## Yderligere læsning
- Ali Abunimah (2007). One Country: A Bold Proposal to End the Israeli–Palestinian Impasse. Macmillan. ISBN 978-0-8050-8666-9.
- "Israel/Palestine, South Africa and the 'One-State Solution': The Case for an Apartheid Analysis". Politikon.
- "Maximizing Rights: The One State Solution to the Palestinian-Israeli Conflict". Global Jurist.
- Alan Dershowitz (4. august 2006). The Case for Peace: How the Arab–Israeli Conflict Can be Resolved. John Wiley and Sons. ISBN 978-0-470-04585-5. Hentet 29. april 2011.
- Faris, Hani (2013). The Failure of the Two-State Solution: The Prospects of One State in the Israel-Palestine Conflict (engelsk). Bloomsbury Publishing. ISBN 978-0-85773-423-5.
- "The One-State Solution and the Israeli-Palestinian Conflict: Palestinian Challenges and Prospects". The Middle East Journal.
- Caroline Glick (4. marts 2014). The Israeli Solution: A One-State Plan for Peace in the Middle East. Crown Forum. ISBN 978-0385348065. Hentet 29. juli 2014.
- Susan Lee Hattis (1970). The Bi-National Idea in Palestine during Mandatory Times. Haifa: Shikmona. Hentet 29. april 2011.
- Leon, Dan. "Binationalism: A Bridge over the Chasm." Palestine–Israel Journal, July 31, 1999.
- Lustick, Ian S. (2019). Paradigm Lost: From Two-State Solution to One-State Reality (engelsk). University of Pennsylvania Press. ISBN 978-0-8122-5195-1.
- Martin Buber; Paul R. Mendes-Flohr (1994). A land of two peoples: Martin Buber on Jews and Arabs. University of Chicago Press. ISBN 978-0-226-07802-1. Hentet 29. april 2011.
- "There Will Be a One-State Solution". Foreign Affairs.
- Reiner, M., "Palestine – Divided or United? The Case for a Bi-National Palestine before the United Nations" Lord Samuel; E. Simon; M. Smilansky; Judah Leon Magnes. Ihud Jerusalem 1947. Includes submitted written and oral testimony before UNSCOP; IHud's Proposals include: political, immigration, land, development (Reprinted Greenwood Press Reprint, Westport, CT, 1983, ISBN 0-8371-2617-7)
- Said, E. The End of the Peace Process: Oslo and After, Granta Books, London: 2000
- Virginia Q. Tilley (2005). The One-State Solution: A Breakthrough for Peace in the Israeli–Palestinian Deadlock. Manchester University Press. ISBN 978-0-7190-7336-6.